# Giuseppe Moretti
Giuseppe Moretti (Recanati, Itália, 10 de novembro de 1938) é um clérigo italiano. Foi Superior Eclesiástico da Missão sui juris Afeganistão.
Giuseppe Moretti ingressou na ordem religiosa dos Barnabitas (Clerici regulares S. Pauli decollati ou Paulaner) em. Em 9 de março de 1963 foi ordenado sacerdote.
Em 16 de maio de 2002, o Papa João Paulo II o nomeou Superior da Missão autônoma sui juris no Afeganistão (Superior ecclesiasticus seu Ordinarius loci). Por decreto da Congregação para a Evangelização dos Povos do mesmo dia, foi nomeado capelão da missão e recebeu todos os direitos e poderes de bispo diocesano e prefeito apostólico.Em 2014 ele se aposentou.